# Liste der Geotope im Landkreis Ammerland
Die Liste der Geotope im Landkreis Ammerland nennt die Geotope im Landkreis Ammerland in Niedersachsen.
| Geotop-Nr. | Bezeichnung             | Ort | Bemerkung | Koordinaten                    | Bild |
| ---------- | ----------------------- | --- | --- | ------------------------------ | --- |
| 2813/01    | Findling „Großer Stein“ | Edewecht. Ortsausgang N, SE VW-Werkstatt.                                                                                   | Geotoptyp: Findling. Länge 0,8 m, Breite 0,7 m, Höhe 1,3 m. Stratigraphie: Quartär-Pleistozän, Saale-Kaltzeit. Petrographie: Granit, runde Kanten, rundliche Form, schwarz-weiß, mittelkörnig, Uppsala-Granit.                                                                         | 53° 8′ 13,2″ N, 7° 59′ 20,4″ O | Bild gesucht Die Wikipedia wünscht sich an dieser Stelle ein Bild vom Ort mit diesen Koordinaten 53.137 7.989 . Motiv: Findling „Großer Stein“ Falls du dabei helfen möchtest, erklärt die Anleitung , wie das geht. BW |
| 2814/02    | Findlinge               | 3,5 km ESE Bad Zwischenahn am S-Rand NSG „Großes Engelsmeer“.                                                               | Geotoptyp: Findling. 8 Findlinge, Höhe 0,5 m, Durchmesser max: 0,9–1,2 m. Stratigraphie: Quartär-Pleistozän, Saale-Kaltzeit. Petrographie: 7 Granite, 1 Phorphyr?, Granit? (Rapakiwi?), grobkörnig 7 St. Mit runden Kanten, rundlichen Formen, 1 mit scharfen Kanten und eckiger Form. | 53° 9′ 54″ N, 8° 3′ 25,2″ O    | Bild gesucht Die Wikipedia wünscht sich an dieser Stelle ein Bild vom Ort mit diesen Koordinaten 53.165 8.057 . Motiv: Findlinge Falls du dabei helfen möchtest, erklärt die Anleitung , wie das geht. BW               |
| 2815/01    | Gellener Torfmöörte     | im Gebiet der Städte Elsfleth (Landkreis Wesermarsch) und Oldenburg (Oldbg) und der Gemeinde Rastede (Landkreis Ammerland). | Geotoptyp: Niedermoor. Größe: 120 ha, davon 11,6 ha im Landkreis Ammerland. Petrographie: Niedermoor mit Resthochmoorflächen, liegt zwischen zwei Hochmooren. Naturschutzgebiet NSG-WE 137 „Gellener Torfmöörte“.                                                                      | 53° 11′ 24″ N, 8° 19′ 12″ O    | weitere Bilder |